# Vasile Tomoiagă
Vasile Tomoiagă (født 20. januar 1964 i Vișeu de Sus, Rumænien) er en rumænsk tidligere roer og dobbelt olympisk medaljevinder.
Tomoiagă vandt sølv ved OL 1984 i Los Angeles i disciplinen toer med styrmand. Fire år senere, ved OL 1988 i Seoul, vandt han igen en sølvmedalje, denne gang i firer med styrmand. Han deltog også ved OL 1992 i Barcelona.
Tomoiagă vandt desuden tre VM-medaljer, heriblandt en guldmedalje i firer med styrmand ved VM 1989 i Jugoslavien.

## OL-medaljer
- 1984:  Sølv i toer med styrmand
- 1988:  Sølv i firer med styrmand